# Lac La Mothe
Lac La Mothe är en sjö i Kanada.   Den ligger i provinsen Québec, i den östra delen av landet, 500 km nordost om huvudstaden Ottawa. Lac La Mothe ligger 302 meter över havet. Den ligger vid sjöarna  Lac Bilodeau Lac Creux och Lac Pednault.
I omgivningarna runt Lac La Mothe växer i huvudsak blandskog. Runt Lac La Mothe är det mycket glesbefolkat, med 2 invånare per kvadratkilometer.